# Taronja
|  | Aquest article tracta sobre el fruit. Vegeu-ne altres significats a «Taronja (color)». |

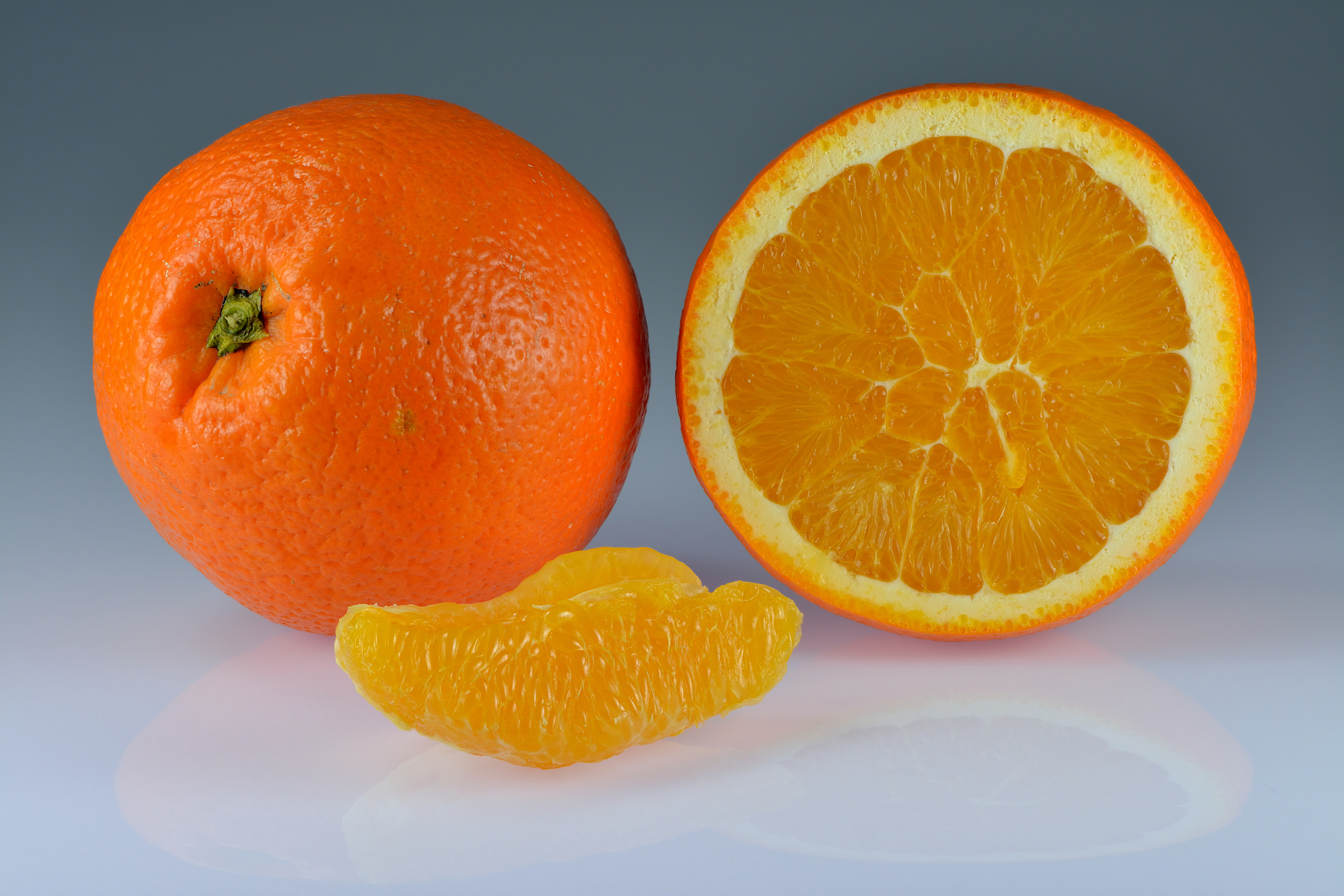
Taronja

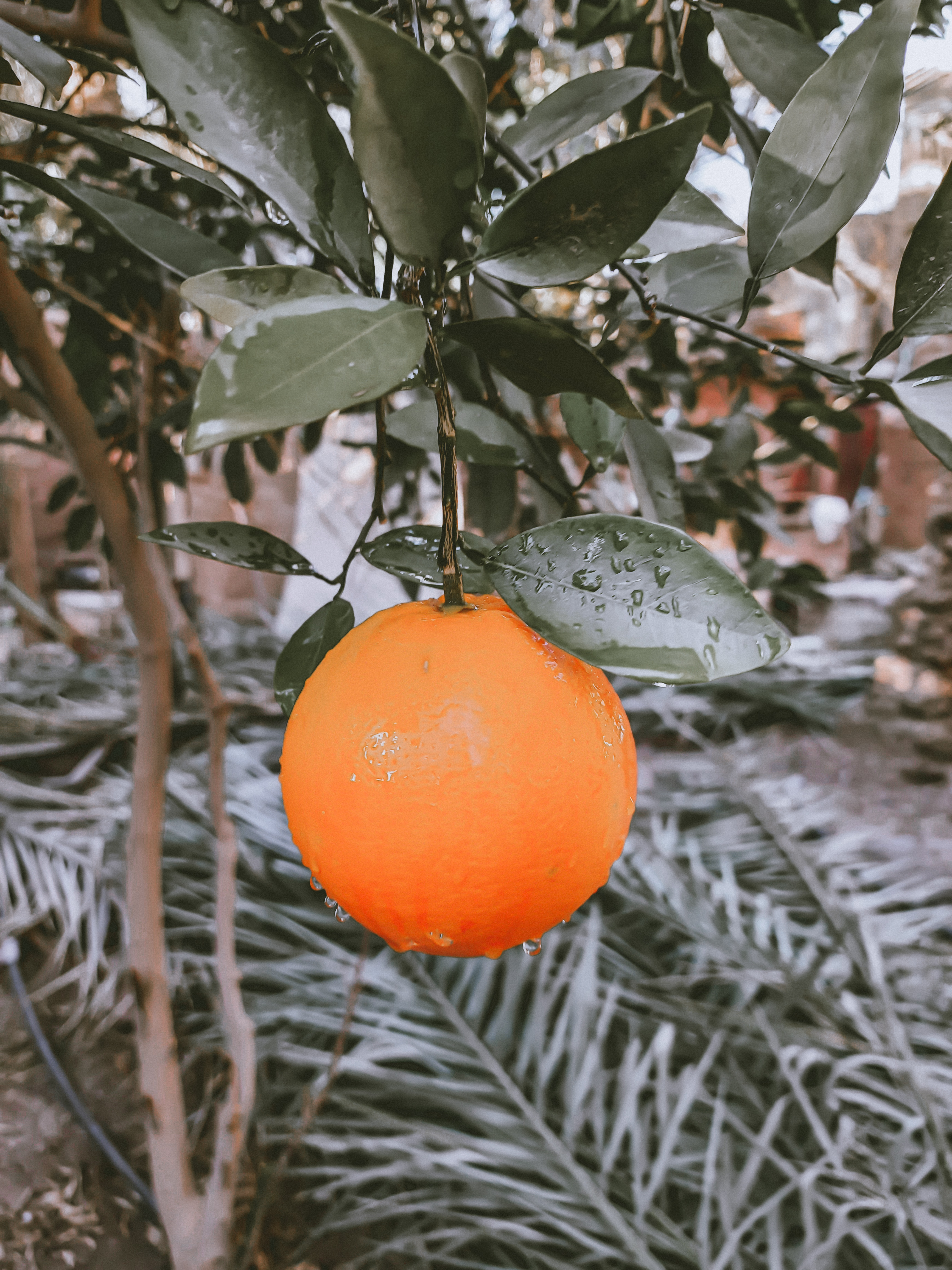
Taronja

La taronja és el fruit del taronger, arbre que pertany al gènere Citrus, de la família de les rutàcies. Els fruits, anomenats hesperidis, tenen la particularitat que la seva polpa està formada per nombroses vesícules plenes de suc. El taronger dolç és el més conreat de tots els cítrics, i és l'espècie més important del gènere Citrus. És un cítric de color entre el groc i el roig, color que rep el nom de taronja, per aquest fruit.
Analitzant l'origen i l'evolució d'espècies de cítrics, dels tres avantpassats principals de les espècies de cítrics, el Citrus reticulata, el Citrus maxima i Citrus medica van contribuir als orígens de totes les espècies de cítrics conreades actualment. En concret, la taronja és un híbrid entre l'aranja grossa o pomelo (Citrus maxima) i la mandarina (Citrus reticulata).
El principal país productor de taronges és el Brasil, seguit per la Índia, Xina, Mèxic i els Estats Units. Segons dades de la FAO, el 2022 el Brasil va produir 16,9 milions de tones de taronges, majoritàriament dedicades a l'exportació en forma de suc. L'Índia en va produir 10,2 milions de tones, Xina 7,6 milions de tones, Mèxic 4,9 milions de tones i els Estats Units 3,2 milions de tones. En aquest mateix any, la producció de taronges a Espanya va ser de 2,8 milions de tones.

## Origen
El cultiu del taronger dolç es va iniciar fa milers d'anys al sud de la Xina. Des d'allí, es va anar escampant pel sud-est asiàtic i, posteriorment, per tot l'Orient, primer amb Alexandre el Gran i, posteriorment, a través de la ruta de la Seda i les croades. Les taronges dolces van ser molt apreciades pel seu gust (tot i que eren molt amargues) i per les seves propietats curatives. Els àrabs, que la van anomenar naranche (derivat del persa arangus), van introduir el taronger agre a Europa pel sud de la península Ibèrica al segle x. Actualment s'adapta molt bé al clima mediterrani. Avui en dia, els Països Catalans en són un dels grans productors mundials: hi ha conreus de tarongers al llarg de la costa mediterrània, especialment al sud de Catalunya i al País Valencià. Al Baix Ebre són molt populars, fins i tot a la població de Xerta se celebra una fira relacionada amb els cítrics, amb especial rellevància de la taronja.

## Varietats
Hi ha nombrosos tipus de taronges, cadascun destinat per a un ús en concret: com a fruita de taula, per a fer sucs, per a fabricar derivats, etc. Hi ha dues espècies de tarongers, el taronger dolç (Citrus sinensis) i el taronger agre(Citrus x aurantium). En les taronges hi ha tres grans grups: les blanques o valències, navel i sanguines. Cadascuna té moltes varietats.

### Les blanques
La taronja blanca les van introduir els portuguesos entre els segles XV i XVI, són les més tardanes, es comercialitzen d'abril a setembre. Són les més apreciades per fer suc, per la seva dolçor. Hi ha dues varietats:
- Salustiana: la blanca selecta. Primerenca.
- Valencia Late: més tardana.

### Les Navel
Són les primeres que arriben al mercat. Es comercialitzen de finals d'octubre al mes de maig. Les millors per fer suc. La Navel Late és una mutació de la Washington sorgida a Vinaròs, varietat tardana de Navel.
Nàvel: Washington Navel, Navel Caracara, Navelina, Newhall, Navelate, Navel lane late, Navel Powell.
Mutacions de la Washington Navel són:
- Chislett Summer Navel
- Powel Summer Navel

### Les Sanguines
Van arribar a Europa a inicis del segle XIX. Conreu residual al País Valencià, pel seu microclima molt especial que es dona al Camp de Morvedre.
sanguina: Sanguinelli, Doble Fina, Entrefina.

### Altres
Satsuma: Arrufatina, Hashimoto, Clausellina, Okitsu, Satsuma Owari.
Clementina: Clemenules, Marisol, Oronules, Orogrande, Loretina, Beatriz, Clemenpons, Mioro, Hernandina, Tour.
Mutacions de l'Oronules són:
- Clemenrubí
- Orogrós

Híbrida: Clemenvilla, Ellendale, Fortune, Ortanique, Esval.

## Valor energètic
La taronja té un valor energètic escàs a causa de l'elevat contingut d'aigua, Tanmateix, com tots els cítrics, és rica en vitamina C, àcid fòlic i minerals, com potassi, magnesi i calci. Conté quantitats apreciables de beta-carotè, responsable del seu color i conegut per les seves propietats antioxidants, a més dels àcids màlic, oxàlic, tàrtric i cítric; aquest darrer potencia l'acció de la vitamina C. Hi és apreciable la quantitat de fibra, que es troba sobretot en la part blanca entre la polpa i l'escorça, i per això, consumir-ne afavoreix el trànsit intestinal. És habitual menjar-les senceres i també en forma de suc.

## Producció

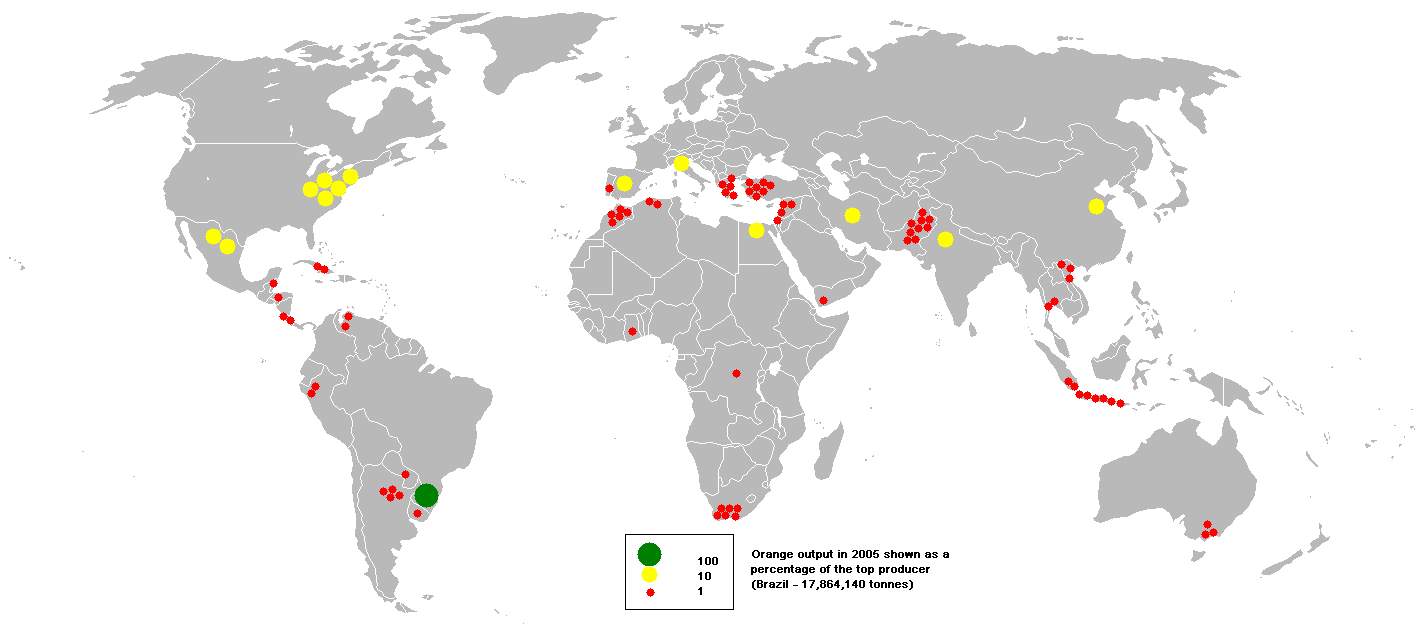
Producció de taronges el 2005

Les taronges destinades a la producció comercial es conreen en tarongerars repartits per tot el món, encara que els tres productors més grans són Brasil, EUA i Mèxic. Les taronges són molt sensibles a les gelades. Un tractament corrent, quan es preveuen temperatures sota zero, consisteix a regar els arbres amb aigua perquè, mentre l'aigua es transforma en gel a les branques dels arbres, el gel acabat de formar es quedi al punt de congelació i protegeixi la planta si la temperatura de l'aire arriba a baixar molt més de zero graus.
| Brasil          | 21.330.300 | 17.853.400 | 17.618.500 |
| Estats Units    | 11.790.700 | 8.393.270  | 8.280.780  |
| Índia           | 2.674.700  | 3.314.000  | 5.201.350  |
| R.P. de la Xina | 1.180.631  | 2.740.927  | 4.864.959  |
| Mèxic           | 3.812.680  | 4.112.710  | 4.193.480  |
| Iran            | 1.843.560  | 2.253.210  | 2.713.240  |
| Espanya         | 2.616.220  | 2.376.230  | 2.617.700  |
| Itàlia          | 1.876.180  | 2.261.400  | 2.359.400  |
| Egipte          | 1.610.520  | 1.789.000  | 2.200.000  |
| Indonèsia       | 644.052    | 2.214.020  | 2.102.560  |
| Turquia         | 1.070.000  | 1.445.000  | 1.689.920  |
| Pakistan        | 1.328.000  | 1.721.000  | 1.492.400  |
| Sud-àfrica      | 1.169.810  | 1.246.450  | 1.445.300  |
| Marroc          | 870.000    | 835.000    | 1.200.000  |
| TOTAL MUNDIAL   | 63.793.124 | 62.832.014 | 68.475.267 |
| Fonts: FAO      |            |            |            |

## Citricultura
La citricultura engloba la producció de cítrics, líder destacat als mercats internacionals d'exportació. Hi ha dos mercats principals per als cítrics:
- El mercat de fruita fresca
- El mercat de cítrics processats (principalment suc de taronja)

Les taronges representen la majoria de la producció de cítrics, però la indústria també veu quantitats importants d'aranja, pomelos, llimones i llimes.

### El suc de taronja
Hi ha dos grans tipus de suc de taronja que es venen al públic, l'espremut i el concentrat. Els dos tipus de suc comparteixen les seves característiques nutricionals bàsiques: aporten poca energia, 50 calories cada 100 grams, molt de sucre i vitamina C. Pel que fa a la conservació i distribució, el suc espremut necessita fred per a la seva conservació, es ven generalment en envasos de plàstic i s'elabora a base del suc natural de les taronges, sense recórrer a concentrats o cap evaporació. En el cas del concentrat, l'envàs sol ser de cartó, es conserva a temperatura ambient i té un sabor, olor i preu diferent de l'espremut. El concentrat congelat del suc de taronja és una matèria primera agrícola que cotitza als mercats internacionals. Els preus d'aquest tipus de suc que es cotitza es dispara de preu en cas de mal temps i malalties dels tarongers.  Normalment, els fabricants poden ajustar les diferències de sabor o existències d'una temporada a una altra barrejant la collita més recent amb les existències de suc de taronja congelat, amb una vida útil de dos anys. La solució a llarg termini a l'escassetat de taronges, podria ser fabricar suc de taronja a partir de mandarines, els arbres de les quals són més resistents al canvi climàtic a les regions productores. L'Associació Internacional de Sucs de Fruites i Hortalisses (IFU) està estudiant la possibilitat d'iniciar el procés normatiu per permetre que la beguda contingui cítrics diferents de la taronja. Per això caldria un canvi legislatiu, primer al codi de normes, pràctiques i guies alimentàries del Codex Alimentarius, establert per la FAO i l'OMS, i després l'adaptació en les respectives polítiques de seguretat alimentària, com per exemple per part de la Unió Europea o l'Administració d'Aliments i Medicaments dels Estats Units. El principal exportador de suc de taronja és el Brasil que té una participació del 75% del comerç mundial d'aquest producte. La restricció del subministrament es remunta a principis de segle XXI, quan es va detectar per primera vegada als Estats Units l'enverdiment dels cítrics, una malaltia que afecta les plantacions citrícoles, causada per tres espècies d'un bacteri Gram negatiu del gènere Candidatus Liberibacter, transmesa de forma natural a partir d’insectes vectors (psíl·lids) infectats, xucladors de saba que amarguen la fruita de l'arbre abans de matar-la del tot. El 2008 ja s'havia estès per Florida, que històricament representava més del 80% del subministrament nord-americà. Abans de la plaga, Florida produïa uns 240 milions de caixes de suc de taronja cada any, agreujat pel canvi climàtic, quinze anys després només en produeix 17,8 milions.

## Beneficis de la taronja
- La taronja protegeix contra el càncer de mama[21] o el de boca.
- Les taronges són bones per a la circulació.[21]
- Les taronges protegeixen els fetus de les dones embarassades.
- És una fruita rica en minerals.[22]
- El suc de taronja aporta sucre.[22]

## Curiositats
- Simbòlicament, es diu que algú és la "mitja taronja" d'un altre quan és la parella perfecta en el terreny de l'amor.[23] El concepte prové de l’obra El convit de Plató, concretament en el discurs d'Aristòfanes,[24] segons el qual va haver-hi un temps en què la Terra estava habitada per persones esfèriques amb dues cares, quatre cames i quatre braços. Tres sexes existien llavors: el masculí, descendent del Sol, el femení, descendent de la Terra i l'androgin, descendent de la Lluna, que participava en ambdós. L'arrogància d'aquests éssers va provocar la ira de Zeus, que per a sotmetre'ls els va dividir amb el seu llamp, convertint-los en éssers incomplets i condemnant-los a anhelar sempre la unió amb la seva meitat perduda.[25]
- La selecció de futbol dels Països Baixos s'anomena sovint la "Taronja mecànica"[26] pel color taronja de la seva samarreta, aplicant-li el nom de la pel·lícula The clockwork orange (la taronja mecànica) de 1971 de Stanley Kubrick (amb un significat ben diferent).[27]